# Егоровка (Алтайский край)
Егоровка — упразднённое село в Табунском районе Алтайского края. Находилось на территории Алтайского сельсовета. Ликвидировано в 1950-е годы.

## География
Располагалось у северо-восточного берега озера Малые Табуны.

## История
Основано в 1909 году. В 1928 г. посёлок Егоровка состоял из 88 хозяйств. В составе Мало-Романовского сельсовета Славгородского района Славгородского округа Сибирского края.

## Население
В 1928 году в посёлке проживал 489 человек (233 мужчины и 256 женщин), основное население — украинцы.